# Ehmken Hoff

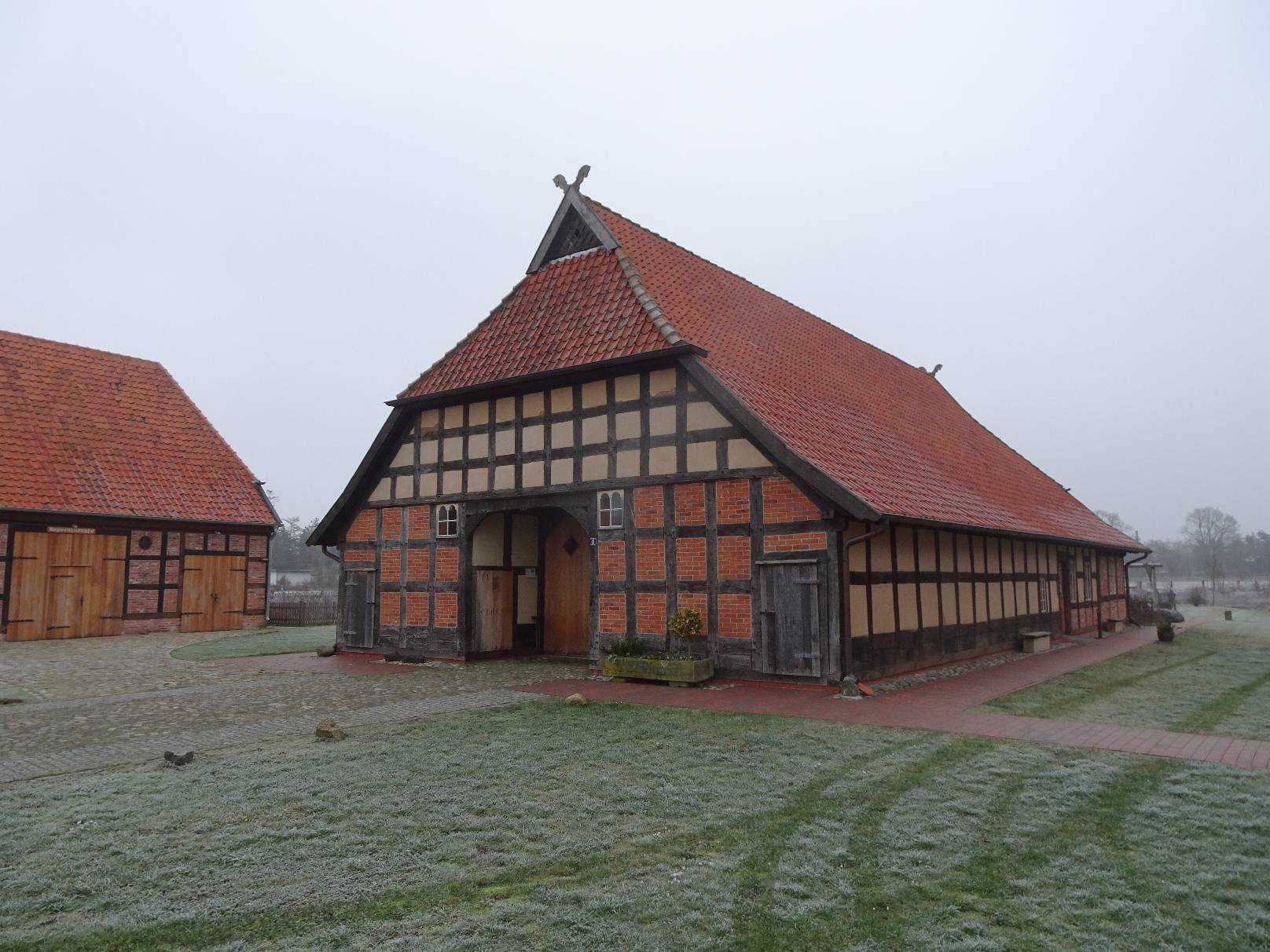
Ehmken Hoff

Der Ehmken Hoff ist eine Gruppe von translozierten Gebäuden in der Gemeinde Dörverden in Niedersachsen. Der namensgebende Hof ist ein historisches Bauernhaus, es stand ursprünglich in der Sympherallee in Dörverden.
Das Haus dokumentiert den Wandel der Niederdeutschen Hallenhäuser „vom überwiegend genutzten Viehhaus des späten Mittelalters mit noch umlaufender Kübbung, über notwendige Erweiterung und wirtschaftliche Erholung nach dem Dreißigjährigen Krieg bis hin zum repräsentativen Bauernhaus“.

## Geschichte
Das Gebäude stand auf einem karolingischen Fundament, das bis ins 9. Jahrhundert nach Christus zurückdatiert wurde.
Die Anfänge des niederdeutschen Hallenhauses wurden auf das Jahr 1545, der vorgefundene Bauzustand auf 1813 datiert.
Das Haus wurde von der Familie Stühring aufgegeben und danach von Stifter Hermann Wiebe abgebaut, um es in Abstimmung mit der Denkmalschutzbehörde neu aufzubauen.

## Heutige Nutzung
2010 wurde durch die H.F. Wiebe Stiftung zusammen mit dem Verein Ehmken Hoff e.V. mit Hilfe von EU-Fördermitteln begonnen, ein „Kulturgut“ im Zentrum Dörverdens aufzubauen. Das Kulturgut Ehmken Hoff umfasst unter anderem zwei historische Bauernhäuser mit Nebengebäuden, die vor dem Verfall gerettet wurden.
Seit der Einweihung des ersten Gebäudes, des Kochs Hof am 1. März 2011, wurde das Kulturgut um einen Speicher, einen Schafstall, ein Wagenschauer, eine Durchfahrtsscheune, ein Backhaus, einen Bauerngarten mit Pavillon, einen Kräutergarten, einen Gemüsegarten, einen Kinderspielplatz und eine Streuobstwiese ergänzt.